# Етьєн Маттле
Етьєн Маттле (фр. Étienne Mattler, нар. 25 грудня 1905, Бельфор, Бургундія, Франція — пом. 23 березня 1986, Сошо, Ду, Франш-Конте) — французький футболіст, захисник. Один із чотирьох гравців, які виходили на поле у матчах перших трьох довоєнних чемпіонатів світу.

## Спортивна кар'єра
Спочатку займався велоспортом, але після загибелі в одній з гонок старшого брата, став гравцем юнацької команди «Бельфор». Разом з нападником Андре Машіно в 1927 році перейшов до «Страсбура», через два сезони — до новоствореного клубу «Сошо». Перший успіх до команди прийшов у 1931 році — здобула перемогу в кубку Пежо, що є одним з попередників загальнонаціонального футбольного чемпіонату.
У 1932 році була створена професіональна ліга і до початку Другої світової війни команда з Франш-Конте була одним із лідерів французького футболу. За сім довоєнних сезонів «Сошо» двічі здобував перемоги в першому дивізіоні, по одному разу був віце-чемпіоном і володарем кубка Франції. Лідерами нападу того складу були Роже Куртуа і швейцарець Андре Абегглен, які тричі були найвлучнішими гравцями лігових турнірів. З появою у команді голкіпера Лорана Ді Лорто і уругвайця Ектора Касенаве набув потужності і захист клубу, який сучасники називали «лінією Мажіно». Це тріо виступало і в національній команді.
У складі збірної Франції дебютував 25 травня 1930 року проти команди Бельгії. Це була остання репетиція перед уругвайським «мундіалем». Матч проходив у Серені. На початку гри господарі повели у рахунку завдяки голу Бернара Ворхофа. Через п'ять хвилин Марсель Пінель поновив «статус-кво», а в другому таймі забив переможний м'яч. Одного матчу виявилося достатньо, щоб тренер Рауль Кордон включив Етьєна Маттле до заявки на світову першість.
На турнір приїхали лише чотири європейських збірних: Бельгії, Румунії, Франції й Югославії. У стартовому матчі групи «А» французи здобули переконливу перемогу над збірною Мексики (4:1). Але в наступних поєдинках зазнали мінімальних поразок від збірних Аргентини і Чилі. У підсумку третє місце, а переможці групи — аргентинці — дійшли до фіналу, де поступилися господарям змагання.
14 травня на стадіоні в Коломбі, французи здобули сенсаційну перемогу над збірною Англії з рахунком 5:2. У воротах британського голкіпера відзначилися Едмон Дельфур, Марсель Ланжіє, Люсьєн Лоран і Робер Мерсьє (двічі). Це була друга поразка, на європейському континенті, в історії британської збірної і перша з великим рахунком.
Другий чемпіонат світу проходив за кубковою схемою. Вже на першому етапі, жереб виявився безжальним для французів — збірна Австрії, один з головних претендентів за звання найсильнішої команди планети. Жан Ніколя відкрив рахунок у грі, але на останній хвилині першого тайму Маттіас Сінделар поновив рівновагу. Основний час завершився внічию, а в додаткові півгодини голи Шалля і Біцана змусили збірну Франції поїхати додому.
Наступний «мундіаль» приймала Франція. У першому матчі Жан Ніколя і Еміль Венант тричі відзначилися у воротах голкіпера збірної Бельгії, і остаточний рахунок гри — 3:1. Але вже в чвертьфіналі «рідні стіни» не допомогли французам. Перший тайм зі збірною Італії завершився внічию, а в другій половині гри не вдалося втримати Сільвіо Піолу.
У перших трьох чемпіонатах світу брали участь лише четверо футболістів: окрім Етьєна Маттле, його партнер по збірній Франції Едмон Дельфур, бельгієць Бернар Ворхоф і румун Ніколае Ковач. Ще декілька гравців були у заявці на всіх трьох турнірах, але через швидкоплинність та з інших причин, так і залишилися у запасі на одному-двох з довоєнних турнірів (зокрема, француз Еміль Венант і бельгієць Арнольд Баджу).
В січні наступного року став рекордсменом національної команди за кількістю проведених матчів (42). Попереднє досягнення належало Жулю Девакезу і Едмону Дельфуру. За збірну продовжував виступати до січня 1940 року. Всього провів 46 матчів, в 14 — був капітаном команди. Його рекорд перевершив захисник «Реймса» і столичного «Расінга» Роже Марш через 15 років.
У роки німецької окупації проводився лише кубок, а також різноманітні регіональні турніри. З 1943 року почав поєднувати виступи на футбольному полі з тренерською діяльністю. Сезон 1945/46 став останнім в його кар'єрі, за підсумком чемпіонату «Сошо» посів останнє місце і опустився в другий дивізіон. Наступних три роки працював тренером команди з міста Тійо.

## Досягнення
- Чемпіон Франції (2): 1935, 1938
- Віце-чемпіон Франції (1): 1937
- Володар кубка Франції (1): 1937
- Володар кубка Пежо (1): 1931

## Статистика
Статистика виступів в офіційних матчах:
| Сезон             | Команда           | Чемпіонат         | Чемпіонат | Чемпіонат | Кубок | Кубок | Збірна | Збірна |
| Сезон             | Команда           | Ліга              | Ігри      | Голи      | Ігри  | Голи  | Ігри   | Голи   |
| ----------------- | ----------------- | ----------------- | --------- | --------- | ----- | ----- | ------ | ------ |
| 1929/30           | «Сошо»            | —                 | —         | —         | —     | —     | 1      | 0      |
| 1930/31           | «Сошо»            | —                 | —         | —         | 7     | 0     | 8      | 0      |
| 1931/32           | «Сошо»            | —                 | —         | —         | 3     | 0     | 1      | 0      |
| 1932/33           | «Сошо»            | Д-1               | 18        | 0         | 4     | 0     | 5      | 0      |
| 1933/34           | «Сошо»            | Д-1               | 26        | 0         | 2     | 0     | 7      | 0      |
| 1934/35           | «Сошо»            | Д-1               | 30        | 0         | 4     | 0     | 6      | 0      |
| 1935/36           | «Сошо»            | Д-1               | 29        | 0         | 8     | 0     | 4      | 0      |
| 1936/37           | «Сошо»            | Д-1               | 29        | 0         | 7     | 0     | —      | —      |
| 1937/38           | «Сошо»            | Д-1               | 29        | 0         | —     | —     | 8      | 0      |
| 1938/39           | «Сошо»            | Д-1               | 29        | 1         | 4     | 0     | 5      | 0      |
| 1939/40           | «Сошо»            | —                 | —         | —         | 2     | 0     | 1      | 0      |
| 1941/42           | «Сошо»            | —                 | —         | —         | 3     | 0     | —      | —      |
| 1942/43           | «Сошо»            | —                 | —         | —         | 4     | 0     | —      | —      |
| 1943/44           | «Сошо»            | —                 | —         | —         | 5     | 0     | —      | —      |
| 1944/45           | «Сошо»            | —                 | —         | —         | 2     | 0     | —      | —      |
| 1945/46           | «Сошо»            | Д-1               | 20        | 0         | 2     | 0     | —      | —      |
| Усього за кар'єру | Усього за кар'єру | Усього за кар'єру | 210       | 1         | 57    | 0     | 46     | 0      |

Тренерська статистика:
| Турнір                  |   |    |    |   |    |    |      |
| Турнір                  | С | І  | В  | Н | П  | О  | %    |
| ----------------------- | - | -- | -- | - | -- | -- | ---- |
| Чемпіонат Франції (Д-1) | 1 | 26 | 4  | 6 | 16 | 14 | 26,9 |
| Кубок Франції           | 3 | 12 | 9  | 0 | 3  | 18 | 75,0 |
| Усього                  | 3 | 38 | 13 | 6 | 19 | 32 | 42,1 |

Статистика виступів на чемпіонатах світу:
| група «А» 13 липня 1930 |

| Франція                        | 4 — 1 | Мексика       |
| ------------------------------ | ----- | ------------- |
| Лоран 19', 40' Машіно 43', 87' | Звіт  | Карреньйо 70' |

| «Естадіо Посітос» (Монтевідео) Глядачів: 4 444 |

Франція: Алексіс Тепо, Марсель Ланжіє, Александр Віллаплан (), Ернест Лібераті, Андре Машіно, Етьєн Маттле, Марсель Пінель, Люсьєн Лоран, Марсель Капелль, Огюстен Шантрель, Едмон Дельфур. Тренер — Рауль Кодрон.
Мексика: Оскар Бонфільйо, Хуан Карреньйо, Рафаель Гутьєррес (), Хосе Руїс, Альфредо Санчес, Луїс Перес, Іларіо Лопес, Діонісіо Мехія, Феліпе Росас, Мануель Росас, Ефраїн Амескуа. Тренер — Хуан Луке.
| група «А» 15 липня 1930 |

| Аргентина | 1 — 0 | Франція |
| --------- | ----- | ------- |
| Монті 81' | Звіт  |         |

| «Естадіо Парк Сентрал» (Монтевідео) Глядачів: 23 409 |

Аргентина: Анхель Боссіо, Франсіско Варальйо, Хосе Делья Торре, Луїс Монті, Хуан Еварісто, Маріо Еварісто, Мануель Феррейра (), Роберто Черро, Рамон Муттіс, Наталіо Перінетті, Педро Суарес. Тренер — Франсіско Оласар.
Франція: Алексіс Тепо, Ернест Лібераті, Андре Машіно, Етьєн Маттле, Марсель Пінель, Марсель Ланжіє, Александр Віллаплан (), Люсьєн Лоран, Марсель Капелль, Огюстен Шантрель, Едмон Дельфур. Тренер — Рауль Кодрон.
| група «А» 19 липня 1930 |

| Чилі         | 1 — 0 | Франція |
| ------------ | ----- | ------- |
| Субіабре 65' | Звіт  |         |

| «Естадіо Сентенаріо» (Монтевідео) Глядачів: 2 000 |

Чилі: Роберто Кортес, Томас Охеда, Карлос Відаль, Еберардо Вільялобос, Гільєрмо Ріверос, Гільєрмо Сааведра, Карлос Шнебергер, Гільєрмо Субіабре, Артуро Торрес, Касіміро Торрес, Ернесто Чапарро. Тренер — Дьордь Орт.
Франція: Алексіс Тепо, Еміль Венант, Ернест Лібераті, Етьєн Маттле, Марсель Пінель, Марсель Капелль, Огюстен Шантрель, Едмон Дельфур, Селестен Дельмер, Марсель Ланжіє, Александр Віллаплан (). Тренер — Рауль Кодрон.
| 1/8 фіналу 27 травня 1934 |

| Австрія                           | 3 — 2 | Франція                       |
| --------------------------------- | ----- | ----------------------------- |
| Сінделар 45' Шалль 93' Біцан 109' | Звіт  | Ніколя 18' Верр'є 115' (пен.) |

| «Муніципальний стадіон Беніто Муссоліні» (Турин) Глядачів: 10 000 |

Австрія: Петер Платцер, Франц Цізар, Карл Сеста, Франц Вагнер, Йозеф Смістик (), Йоганн Урбанек, Карл Цишек, Йозеф Біцан, Маттіас Сінделар, Антон Шалль, Рудольф Фіртль. Тренер — Гуго Майзль
Франція: Алексіс Тепо (), Жак Мересс, Етьєн Маттле, Едмон Дельфур, Жорж Верр'є, Ноель Льєтер, Фріц Келлер, Жозеф Альказар, Жан Ніколя, Роже Рьйо, Альфред Астон. Тренери — Гастон Барро, Джордж Кімптон.
| 1/8 фіналу 5 червня 1938 |

| Франція                   | 3 — 1 | Бельгія      |
| ------------------------- | ----- | ------------ |
| Венант 1' Ніколя 11', 69' | Звіт  | Ісемборг 19' |

| «Олімпійський стадіон Ів дю Мануар» (Коломб) Глядачів: 30 454 |

Франція: Лоран Ді Лорто, Ектор Касенаве, Етьєн Маттле (), Жан Бастьєн, Огюст Жордан, Рауль Дьянь, Альфред Астон, Оскар Ессерер, Жан Ніколя, Едмон Дельфур, Еміль Венант. Тренер — Гастон Барро.
Бельгія: Арнольд Баджу, Робер Паверік, Корнель Сейс, Жан ван Альфен, Еміль Стейнен (), Альфонс Де Вінтер, Шарль Ванден Ваувер, Бернар Ворхоф, Анрі Ісемборг, Раймон Брен, Нан Буйле. Тренер — Джек Батлер.
| 1/4 фіналу 12 червня 1938 |

| Франція     | 1 — 3 | Італія                      |
| ----------- | ----- | --------------------------- |
| Ессерер 10' | Звіт  | Колауссі 10' Піола 52', 72' |

| «Олімпійський стадіон Ів дю Мануар» (Коломб) Глядачів: 58 455 |

Франція: Лоран Ді Лорто, Ектор Касенаве, Етьєн Маттле (), Жан Бастьєн, Огюст Жордан, Рауль Дьянь, Альфред Астон, Оскар Ессерер, Жан Ніколя, Едмон Дельфур, Еміль Венант. Тренер — Гастон Барро.
Італія: Альдо Олів'єрі, Альфредо Фоні, П'єтро Рава, П'єтро Серантоні, Мікеле Андреоло, Уго Локателлі, Амедео Б'яваті, Джузеппе Меацца (), Сільвіо Піола, Джованні Феррарі, Джино Колауссі. Тренер — Вітторіо Поццо.